# Ugglemannen
Ugglemannen, ibland även kallad den "korniska ugglemannen" eller "Mawmans uggleman", var en kryptozoologisk varelse som blev sedd i byn Mawnan i Cornwall (Storbritannien) i slutet på 1970-talet.

## Rapporter
Den 17 april 1976 påstod två unga flickor att de sett en gigantisk uggla som svävade runt byns kyrka. Den 17 juli samma år såg ett par andra unga flickor samma varelse. En av flickorna, Sally Chapman 14 år, såg varelsen i juli månad när hon var ute och campade med sin vän i skogen nära kyrkan. Enligt henne hördes ett väsande ljud när hon var utanför tältet, och hon vände sig om och vittnade en varelse som liknade en uggla fast i en människas storlek, den hade spetsade öron och röda ögon. Flickorna sa att varelsen flög upp i luften där de kunde se att den hade svarta klor. Rapporter fortsatte att komma in om folk som hade sett varelsen dagen efter, samt två år senare 1978. Alla observationer skedde i närheten av kyrkan.

## Förklaringar
Den troligaste förklaringen är att ugglemannen var en berguv. Berguven är världens största uggleart och kan bli upp till 75 cm lång och ha ett vingspann på upp till 170 cm.
En av de mest kompletta undersökningarna av händelsen är genomförd av Jonathan Downes, skapare av Centrumet för Forteansk Zoologi (världens största kryptozoologiska organisation), och kan hittas i boken The Owlman and Others (1997).